# Каляев, Анатолий Васильевич
Анато́лий Васи́льевич Каля́ев (29 июня 1922, Ртищево, Саратовская губерния — 10 марта 2004, Таганрог, Ростовская область) — советский, российский учёный, академик РАН по Отделению информатики, вычислительной техники и автоматизации (2000; член-корреспондент РАН с 1991; член-корреспондент АН СССР с 1984), академик Международной академии наук высшей школы, академик Международной академии информатизации, Заслуженный деятель науки и техники РСФСР, Герой Социалистического Труда (1986), почётный гражданин г. Таганрога.

## Биография
Анатолий родился 29 июня 1922 года в городе Ртищево, в семье железнодорожника. Его отец Василий Герасимович работал машинистом на станции Ртищево. Весной 1927 года, в связи с переводом отца, семья Каляевых переехала в Козлов (ныне Мичуринск). Ещё через 4 года семья перебралась на станцию Лев Толстой.
Окончив с отличием среднюю школу, Анатолий поступил на электротехнический факультет Ленинградского политехнического института. Однако, с началом Великой Отечественной войны, прервал обучение и вступил добровольцем в Народное ополчение в Ленинграде. Его определили в 106-й пограничный полк, сражавшийся на Пулковских высотах. Анатолий Васильевич участвовал в освобождении Ленинграда и Прибалтики.
Восстановившись в институте после войны, Каляев вскоре стал сталинским стипендиатом. Окончив институт с отличием в 1951 году, он, по направлению учёного совета вуза, поступает в аспирантуру. В 1954 году Анатолий Васильевич защитил кандидатскую диссертацию и был направлен в город Таганрог, в Таганрогский радиотехнический институт им. В. Д. Калмыкова. Там он начал преподавательскую и исследовательскую работу по вычислительной технике сначала доцентом, затем, защитив в 1964 году докторскую диссертацию, профессором, заведующим кафедрой вычислительной техники, с 1957 по 1960 год — проректором по научной работе и с 1968 по 1986 год — ректором.
В 1969 году А. Каляев организовал ОКБ «Миус», научным руководителем которого являлся на протяжении 15 лет. По инициативе Каляева 29 декабря 1972 года Совет Министров РСФСР принял постановление № 754 об организации при Таганрогском радиотехническом институте Научно-исследовательского института однородных микроэлектронных вычислительных структур (НИИ ОМВС), который в 1985 году был переименован в Научно-исследовательский институт многопроцессорных вычислительных систем (НИИ МВС). Анатолий Васильевич был назначен первым директором НИИ МВС и проработал в должности до 1993 года.
С февраля 1985 года А. В. Каляев входил в состав редакционной коллегии научно-технического и производственного журнала «Микропроцессорные средства и системы».
Умер А. В. Каляев 10 марта 2004 года в Таганроге. Похоронен на Николаевском городском кладбище.

### Семья
- Каляев, Игорь Анатольевич (1958) — российский учёный, специалист в области многопроцессорных вычислительных и управляющих систем. Действительный член Российской академии наук, доктор технических наук, профессор. С 1998 по 2016гг. директор НИИ многопроцессорных вычислительных систем им. академика А. В. Каляева[4]. [5].

## Научная деятельность
А. Каляев опубликовал более 380 научных работ, написал 14 монографий, на его счету 80 изобретений. Главными направлениями научной деятельности А. В. Каляева являются вычислительная техника, архитектура суперЭВМ и многопроцессорные вычислительные системы. Он создал и внедрил на практике более 20 параллельных многопроцессорных вычислительных систем. В 1964 году вместе со своими учениками сконструировал одну из первых в мире цифровую интегрирующую машину «Метеор-3» на 100 параллельно работающих процессорах с большой скоростью вычисления.
Под его руководством был разработан и осуществлён новаторский проект многопроцессорной вычислительной системы с массовым параллелизмом и программируемой архитектурой, которая имела производительность более 1000 гигафлопс.
Анатолий Васильевич Каляев сформировал в Таганрогском радиотехническом институте принципиально новые научные направления. В 1962 году — «Цифровые интегрирующие машины и структуры», в 1971 году — «Многопроцессорные вычислительные структуры», в 1975 году — «Цифровые нейропроцессоры и цифровые нейропроцессорные сети и системы».
С 1997 года он является руководителем проекта «Теория и новые принципы построения архитектуры многопроцессорных вычислительных систем с массовым параллелизмом», а в 1998—1999 годах был руководителем минвузовской научно-технической программы «Многопроцессорные ЭВМ с параллельной структурой и системы с виртуальной реальностью».

## Основные работы
Труды по разработке вычислительных систем с программируемой архитектурой, многопроцессорных систем и микропроцессоров с программируемой структурой.
- Введение в теорию цифровых интеграторов. К., 1964;
- Однородные коммутационные регистровые структуры. М., 1978;
- Многопроцессорные системы с программируемой архитектурой. М., 1984;
- 80 лет в XX веке. — Таганрог: 2002.

## Награды и премии
- Герой Социалистического Труда (1986).
- 22 ордена и медали СССР.
- Орден Дружбы (2002)[6].
- Заслуженный деятель науки и техники РСФСР (1974).
- Почётный профессор Таганрогского государственного радиотехнического университета (ТРТУ) — за большие заслуги в деле подготовки инженерных и научно-педагогических кадров в университете (июнь 1997).
- Почётный гражданин города Таганрога (1985).

## Память
- В 2005 году Научно-исследовательскому институту многопроцессорных вычислительных систем ТРТУ было присвоено имя академика Анатолия Васильевича Каляева.
- 10 февраля 2005 года была открыта памятная доска на фасаде дома, в котором он жил.
- 30 августа 2024 года безымянную гору в Республике Северная Осетия-Алания назвали в честь академика Анатолия Васильевича Каляева.